# Hanggai
| Mongolische Bezeichnung            | Mongolische Bezeichnung |
| ---------------------------------- | ----------------------- |
| Mongolische Schrift:               | ᠬᠠᠩᠭᠠᠢ                  |
| Transliteration:                   | qangɣai                 |
| Offizielle Transkription der VRCh: | Hanggai                 |
| Kyrillische Schrift:               | Хангай                  |
| ISO-Transliteration:               | Hangaj                  |
| Transkription:                     | Changaj                 |
| Aussprache in IPA:                 | [xaŋɣaj]                |
| Chinesische Bezeichnung            |                         |
| Vereinfacht:                       | 杭盖乐队                |
| Pinyin:                            | Hánggài yuèduì          |

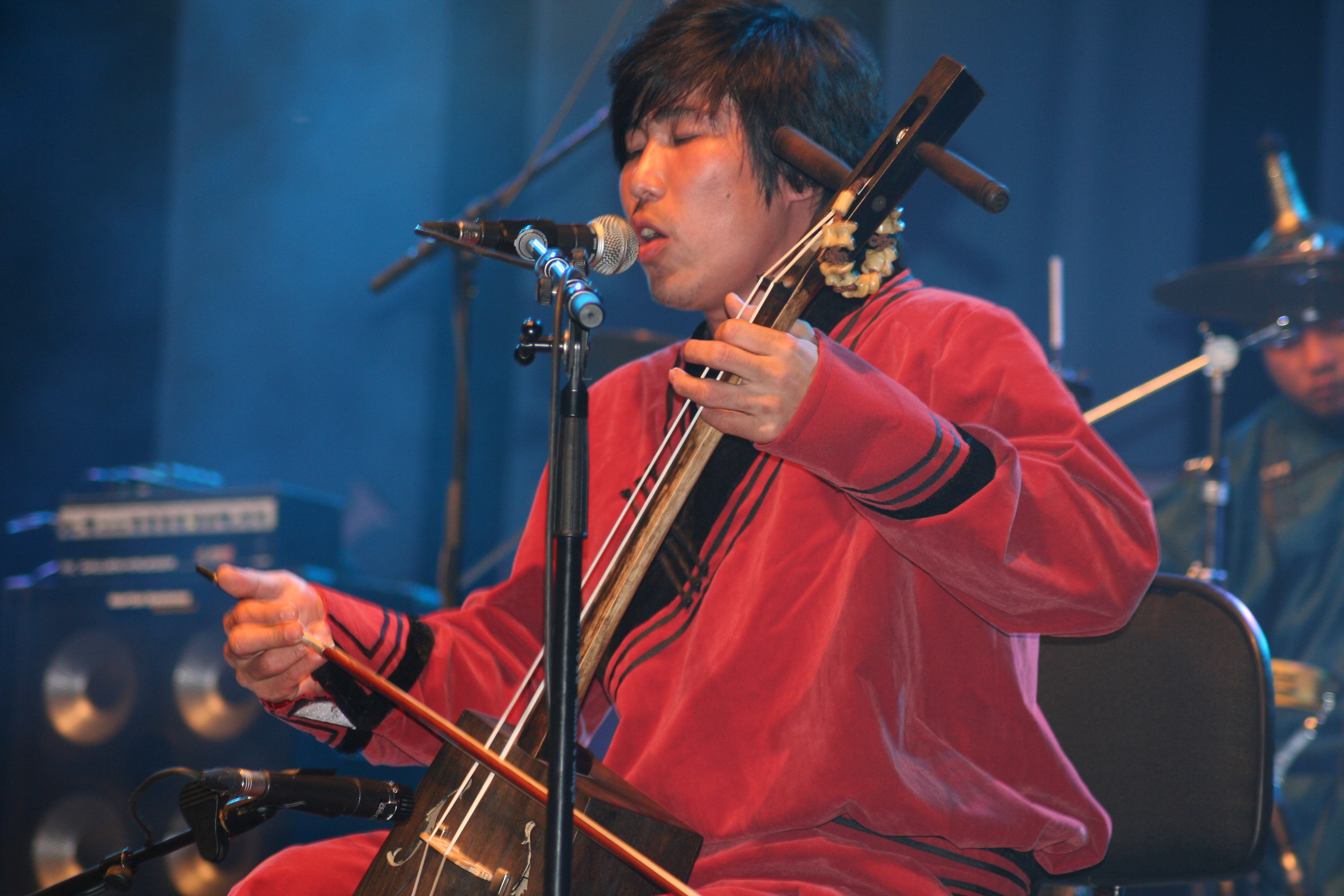
Hanggai

Hanggai ist eine Musikgruppe aus der Inneren Mongolei (China), die traditionelle mongolische Instrumente wie Morin Chuur und Obertongesang (chöömii) mit modernen Musikformen verbindet. Die Bandmitglieder leben in Peking. Die Band kommt u. a. in dem Dokumentarfilm Beijing Bubbles vor.
Der Sänger Hugjiltu von Hanggai ist jetzt bei der Gruppe Ajinai.

## Alben
- Hanggai. 2005.
- Mongolian Folk Music. 2006. ISRC CN-A13-07-315-77/A.J6
- Introducing Hanggai. 2008.
- Juan Zou De Ren - He Who Travels Far. 2010.
- Four Seasons. 2012.
- Baifang. 2014.
- Horse of Colours. 2016